# グロープラグ

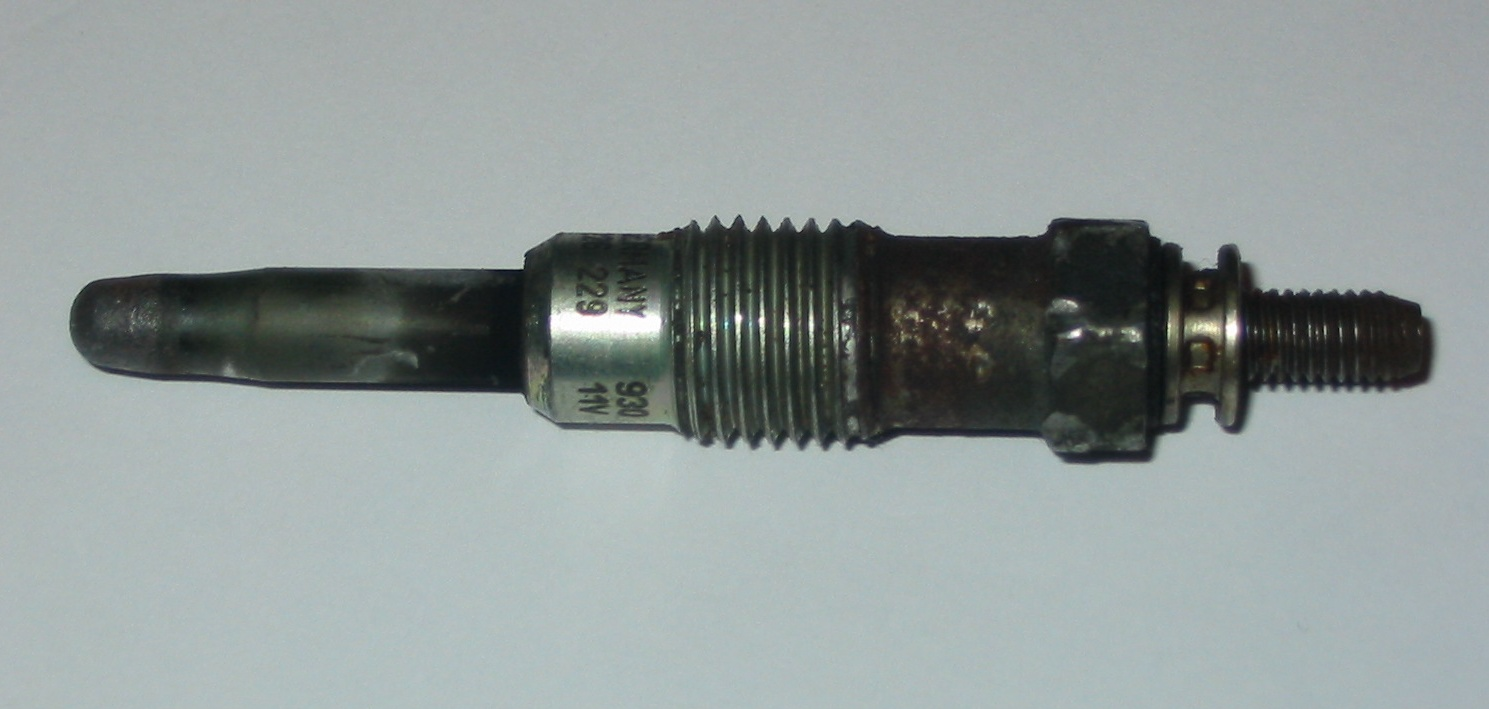
グロープラグ

グロープラグ(英: Glow plug)とは、ディーゼルエンジンにおいて冷間時の始動を助ける補助熱源である。予熱プラグとも呼ばれる。

## 概要
ディーゼルエンジンは、吸入した空気を高い圧縮比で高温にすることで燃料の自己着火を可能にしており、着火のための電装品が不要であることも長所のひとつとなっているが、シリンダーヘッドやシリンダーブロックが冷え切った冷間時には、短時間のクランキング（数回の圧縮）では燃焼室の壁面温度が上がらず、始動不良を起こし、始動直後も失火しやすい。このため、燃焼室内に補助熱源として予熱プラグが備えられる。
予燃焼室式や渦流室式などの副室式ディーゼルエンジンは燃焼室内の噴射された燃料が直接触れる位置に装備される。
使用方法は始動前にエンジンスイッチをON位置にする、または別途設けられた専用のスイッチを入れることでプラグに通電し、赤熱させる。プラグに通電させる時間は旧式のエンジンでは、ダッシュボードにプラグと抵抗値を合わせたニクロム線を使ったインジケーターがあり、その赤熱具合で予熱状態を確認できるようになっていたが、数秒から気温によっては30秒程度の時間を要し、その間スイッチを保持していなければならなかった。その後、水冷エンジンでは冷却水温を余熱時間に反映する制御を採り入れ、インジケーターもニクロム線を模した橙色のランプ（予熱表示灯）へと変わってメーターパネルに移動し、操作はメインスイッチ（キー）をONにするだけで良くなった。さらに1980年代後半以降はプラグのヒーター材質と回路の改良により、数秒以下で赤熱が完了し、ほとんど待ち時間のないクイックグロー方式が一般化し、始動後のアフターグロー（失火、白煙防止用の通電）も自動化されている。
燃焼室の表面積が小さく、壁面への熱損失の少ない直噴式ディーゼルエンジンではグロープラグは使われず、インテークマニホールド直前の吸気通路に、吸気を直接暖めるインテークヒーターを設置する場合がほとんどであるが、一部にはシリンダーヘッド（ピストン上死点で燃焼室が形成される位置）にグロープラグを用いているものがある。寒冷地で使用されるディーゼルエンジン車においては、厳寒期にグロープラグが切れて始動困難、または始動不可になるトラブルが存在するため、メーカーで対策を行っていた。